# مبادرة المسلمين البريطانيين
مبادرة المسلمين البريطانيين (بالإنجليزية: British Muslim Initiative، وتعرف اختصارًا: BMI) هي منظمة إسلامية مقرها بريطانيا تصف نفسها بأنها تسعى إلى «محاربة العنصرية وكراهية الإسلام، ومكافحة التحديات التي يواجهها المسلمون في جميع أنحاء العالم، وتشجيع مشاركة المسلمين في الحياة العامة البريطانية، وتحسين العلاقات بين الغرب والعالم الإسلامي»، كما «تهدف إلى توفير منصة يمكن من خلالها بحث وتحليل وإبراز القضايا التي تهم مسلمي بريطانيا، ولا سيما القضايا ذات الطابع السياسي». وقد وُصفت بأنها مرتبطة بجماعة الإخوان المسلمين.
في عام 2010 كان محمد صوالحة رئيس مبادرة المسلمين البريطانيين، كما تم تعيين أنس التكريتي كمتحدث باسم المبادرة في عام 2013.
تم تشكيل المبادرة في عام 2007 من قبل قادة سابقين في رابطة مسلمي بريطانيا، صوالحة وعزام التميمي والتكريتي. تأسست المجموعة "كنتيجة للصراع بين التقليديين في مجلس الرابطة الإسلامية في بريطانيا الذين كانوا غير راضين عن المستوى العالي للمشاركة" في السياسة البريطانية مع حزب الخضر وحزب الاحترام"، بينما أولئك الذين شكلوا مبادرة المسلمين البريطانيين رغبوا في استمرار هذا النشاط. أسس المنظمة داود عبد الله.